# بالاشیرود
بالاشیرود، روستایی است از توابع بخش مرکزی شهرستان تنکابن در استان مازندران ایران.
قسمت عمده‌ای از بالاشیرود را باغ‌های کشاورزی و مزارع برنج تشکیل می‌دهند. محصولاتی که این روستا دارا می‌باشد کیوی، پرتقال، برنج و همچنین انواع سبزیجات است.

## جمعیت
این روستا در دهستان گلیجان قرار دارد و براساس سرشماری مرکز آمار ایران در سال ۱۳۸۵، جمعیت آن ۴۰۰ نفر (۱۲۳خانوار) بوده‌است.